# Yoshi Oida
Yoshi Oida (Japans: 笈田 ヨシ, Oida Yoshi) (Kobe, 26 juli 1933) is een Japanse theater- en filmacteur.

## Carrière
Yoshi Oida werd tijdens zijn jeugd opgeleid in het Kyogen-theater en No-spel. In 1968 belandde hij op uitnodiging van Jean-Louis Barrault in Frankrijk, waar hij begon samen te werken met de Britse theaterregisseur Peter Brook. Begin jaren 1970 sloot Oida zich ook aan bij het Centre International de Recherche Théâtrale (CIRT) van Brook in Parijs.
Midden jaren 1990 maakte Oida zijn debuut in Engelstalige films. Zo werkte hij mee aan de Britse dramafilm The Pillow Book (1996) van regisseur Peter Greenaway. In 1998 vertolkte hij een rol in de Nederlandse film Felice... Felice... van Peter Delpeut. De film speelt zich af in de 19e eeuw en focust zich op fotograaf Felice Beato, die tijdens een bezoek aan Japan verliefd wordt. In 2000 had Oida ook een kleine rol in de Franse actiekomedie Taxi 2.
Oida schreef verschillende boeken over acteren. Hij geeft wereldwijd acteerles en is naast acteur ook actief als operaregisseur.

## Filmografie
Selectie
- Madame Butterfly (1995)
- The Pillow Book (1996)
- Os Olhos da Ásia (1996)
- Felice... Felice... (1998)
- Taxi 2 (2000)
- Wasabi (2001)
- Le concile de pierre (2006)
- Silence (2016)